# WindSeeker (Fahrgeschäft)
1. WEITERLEITUNG WindSeeker